# Cáli Iuga
Cáli Iuga (Kali Yuga; devanagari: कलियुग [kəli juɡə], lit. "idade de Cali", ou "idade do vício") é um período que aparece nas escrituras hindus. É a última das quatro etapas que o mundo atravessa, sendo, as demais: Satia Iuga, Treta Iuga e Duapara Iuga. Seu ponto de início e sua duração têm dado origem a diferentes avaliações e interpretações. De acordo com a mais conhecida, o Sidanta Suria, Cáli Iuga começou à meia-noite em 18 de fevereiro de 3102 a.C. no calendário juliano, ou 23 de janeiro de 3102 a.C. no calendário gregoriano, considerada a data em que Krishna deixou a Terra para retornar a Goloka Vrindavana, sua morada espiritual. Cáli Iuga está associado ao demônio Cali (não deve ser confundido com a deusa Cali). O "Cáli" de Cáli Iuga significa "conflito", "discórdia" ou "disputa".
A maioria dos intérpretes das escrituras hindus, tais como Prabhupada, acreditam que a Terra está atualmente em Cáli Iuga. Muitos outros, como Sri Yukteswar Giri e Paramahansa Yogananda, acreditam que agora é Duapara Iuga. E alguns, como Aurobindo, afirmam que Cáli Iuga já acabou.
A era de Cáli Iuga é também denominada a Era de Ferro, e sua duração proposta é de 432 000 anos (já tendo se passado 5 000 segundo o Sidanta Surya), embora outras durações tenham sido propostas.

## Origem do nome
O nome das quatro yugas, remonta a um longo caminho e são anteriores à teoria das quatro eras mundiais. Os nomes dos quatro iugas estão associados na literatura védica a um jogo de dados. O jogo era bem conhecido durante o período védico (entre 600 e 300 antes de cristo) e tinha um aspecto secular e ritual. No texto védico mais antigo, ouvimos um jogador lamentar a perda de suas posses. Ele foi abandonado por sua esposa e seus amigos por causa de sua necessidade compulsiva de jogar dados. A ligação entre os nomes das yugas e o jogo de dados reside no fato de que em alguns textos védicos esses nomes são dados aos diferentes lances do jogo ou, segundo uma interpretação diferente, aos diferentes dados usados no jogo. 
Não se sabe ao certo como o jogo foi jogado, é até possível que com o tempo as regras tenham mudado ou o jogo ritual tenha sido diferente do popular. Mas, se muitos detalhes são obscuros, parece claro que a sequência 4-3-2-1 era parte integrante do jogo. O número quatro estava relacionado a Krta, três a Tretã, dois a Dvãpara e um a Kali. Destes, Krta foi o lance vencedor e foi seguido pelos outros em ordem decrescente até Kali, o pior lance de todos. 

### Etimologia
A etimologia de Kali é mais complicada em relação a das outras eras (que tem nítida semelhança com o algarismo numérico). Kali significa discórdia ou luta, e isso concorda com o pior lance. Ainda mais óbvio é o fato de ser o nome da pior das quatro eras, a Kali Yuga, onde prevalece a discórdia e o egoísmo. O que não está muito claro é se kali passou a significar qualquer coisa que produza brigas e conflitos porque era o nome do lance perdedor, ou se, ao contrário, o pior lance foi chamado de Kali porque esse termo se referia a algo negativo, produtor de conflito.

## Descrição
Escrituras como o Mahabharata e o Bhagavata Purana apresentam Cáli Iuga como uma era de crescente degradação humana, cultural, social, ambiental e espiritual, sendo, simbolicamente, referida como Idade das Trevas porque, nela, as pessoas estão tão longe quanto possível de Deus. O hinduísmo, muitas vezes, representa a moralidade (dharma) como um touro. Na Satia Iuga, o touro tem quatro pernas (os quatro princípios védicos de não violência, austeridade, veracidade e limpeza), mas, em cada era, uma dessas pernas é reduzida, sobrando, em Cáli Iuga, somente a perna da veracidade, resguardada pelas escrituras e pelos gurus fidedignos.
Cáli Iuga é associada com o apocalíptico demônio Cali, não devendo ser confundido com a deusa Cali. É dito, no Bagavata Purana, que Cali recebeu permissão para viver onde quer que houvesse matança de vacas, jogatina, prostituição e embriaguez, sendo, estas, características proeminentes da Era de Ferro.
O Brahma Purana Vaivarta menciona um período especial de 10 000 anos dentro de Cáli Iuga durante o qual a bhakti yoga estará presente e o planeta gozará de uma relativa trégua. Seguidores de Chaitanya Mahaprabhu, entre os quais se contam os membros do Movimento Hare Krishna, veem, nisto, uma profecia da era inaugurada por Caitanya no século XV, onde o amor a Deus torna-se facilmente acessível através do sankirtan, o canto congregacional dos nomes sagrados. Bhaktivedanta Swami Prabhupada, divulgador do Movimento Hare Krishna no Ocidente, disse que suas traduções de livros como Bagavadeguitá e Bagavata Purana serão a autoridade máxima em matéria de espiritualidade no decorrer dos próximos 10 000 anos.
As profecias dos Puranas indicam que Cáli Iuga se encerrará com o advento de Kalki, avatar de Víxenu que virá destruir o demônio Cali. Então, se iniciará uma nova Era de Ouro (Satia Iuga), quando a Terra será governada pelos brâmanes e habitada somente por homens justos. 